# Natação no Campeonato Mundial de Esportes Aquáticos de 2023 - 200 m borboleta feminino
A disputa na modalidade 200 metros borboleta feminino de Natação no Campeonato Mundial de Esportes Aquáticos de 2023 fora realizada nos dias 26 e 27 de julho de 2023 na Marine Messe Fukuoka em Fukuoka, no Japão. Ao todo, 31 atletas de 25 Comitês Olímpicos Nacionais estavam previstas para participarem do evento. Summer McIntosh, nadadora canadense, tornou-se bicampeã mundial do evento, quebrando o recorde continental americano.

## Formato da competição
A competição consiste em três rodadas: eliminatórias, semifinais e final. Os nadadores com os 16 melhores tempos nas baterias preliminares avançam as semifinais. Já os nadadores com os 8 melhores tempos nas semifinais avançam a final. Desempates (swim-offs) são utilizados conforme necessário para quebrar os empates de avanço a próxima rodada.

## Calendário
Todos os horários estão na Hora legal japonesa (UTC+9).
| Data                | Horário | Fase          |
| ------------------- | ------- | ------------- |
| 26 de julho de 2023 | 11:40   | Eliminatórias |
| 26 de julho de 2023 | 21:16   | Semifinais    |
| 27 de julho de 2023 | 20:02   | Final         |

## Recordes
Antes desta competição, os recordes mundiais e do campeonato nesta prova eram os seguintes:
| Tipo                  | Atleta            | Tempo     | Local | Data                  |
| --------------------- | ----------------- | --------- | ----- | --------------------- |
|                       | Liu Zige          | 2m 01s 81 | Jinan | 21 de outubro de 2009 |
| Recorde do campeonato | Jessicah Schipper | 2m 03s 41 | Roma  | 30 de julho de 2009   |

## Medalhistas
| Ouro                     | Prata                         | Bronze                       |
| Summer McIntosh · Canadá | Elizabeth Dekkers · Austrália | Regan Smith · Estados Unidos |

## Resultados

### Eliminatórias
As eliminatórias foram realizadas no dia 26 de julho com início às 11:40.
| Pos. | Bateria | Raia | Nadadora               | CON                  | Tempo   | Notas |
| ---- | ------- | ---- | ---------------------- | -------------------- | ------- | ----- |
| 1    | 2       | 3    | Helena Rosendahl Bach  | Dinamarca            | 2:07.57 | Q     |
| 2    | 3       | 4    | Elizabeth Dekkers      | Austrália            | 2:07.71 | Q     |
| 3    | 4       | 4    | Summer McIntosh        | Canadá               | 2:07.91 | Q     |
| 4    | 3       | 5    | Laura Stephens         | Reino Unido          | 2:08.07 | Q     |
| 5    | 4       | 3    | Lana Pudar             | Bósnia e Herzegovina | 2:08.16 | Q     |
| 6    | 2       | 5    | Airi Mitsui            | Japão                | 2:08.54 | Q     |
| 7    | 4       | 6    | Emily Large            | Reino Unido          | 2:08.93 | Q     |
| 8    | 3       | 6    | Hiroko Makino          | Japão                | 2:09.03 | Q     |
| 9    | 3       | 3    | Lindsay Looney         | Estados Unidos       | 2:09.27 | Q     |
| 10   | 3       | 2    | Yu Liyan               | China                | 2:09.29 | Q     |
| 11   | 4       | 7    | María Jose Mata Cocco  | México               | 2:09.50 | Q     |
| 12   | 2       | 6    | Abbey Connor           | Austrália            | 2:10.04 | Q     |
| 13   | 4       | 2    | Boglárka Kapás         | Hungria              | 2:10.18 | Q     |
| 14   | 2       | 2    | Zsuzsanna Jakabos      | Hungria              | 2:10.73 | Q     |
| 15   | 2       | 4    | Regan Smith            | Estados Unidos       | 2:10.80 | Q     |
| 16   | 3       | 1    | Anja Crevar            | Sérvia               | 2:10.98 | Q,    |
| 17   | 2       | 7    | Georgia Damasioti      | Grécia               | 2:11.03 |       |
| 18   | 4       | 1    | Park Su-jin            | Coreia do Sul        | 2:11.20 |       |
| 19   | 3       | 7    | Quah Jing Wen          | Singapura            | 2:11.50 |       |
| 20   | 3       | 8    | Kamonchanok Kwanmuang  | Tailândia            | 2:12.46 |       |
| 21   | 2       | 8    | Amina Kajtaz           | Croácia              | 2:12.57 |       |
| 22   | 2       | 1    | Lea Polonsky           | Israel               | 2:12.62 |       |
| 23   | 4       | 0    | Karen Durango Restrepo | Colômbia             | 2:12.86 |       |
| 24   | 3       | 0    | Maria Fernanda Costa   | Brasil               | 2:13.30 |       |
| 25   | 4       | 8    | Laura Lahtinen         | Finlândia            | 2:13.65 |       |
| 26   | 4       | 9    | Trinity Hearne         | África do Sul        | 2:14.78 |       |
| 27   | 2       | 0    | Alondra Ortiz Roman    | Costa Rica           | 2:16.95 |       |
| 28   | 1       | 4    | Lia Ana Lima           | Angola               | 2:26.95 |       |
| 29   | 1       | 5    | Amaya Bollinger        | Guam                 | 2:38.22 |       |
| 30   | 1       | 3    | Meral Latheef          | Maldivas             | 3:05.69 |       |
| 31   | 4       | 5    | Zhang Yufei            | China                | DNS     | DNS   |

### Semifinais
As semifinais foram realizadas no dia 23 de julho com início às 21:16.
| Pos. | Bateria | Raia | Nadadora              | CON                  | Tempo   | Notas |
| ---- | ------- | ---- | --------------------- | -------------------- | ------- | ----- |
| 1    | 2       | 3    | Lana Pudar            | Bósnia e Herzegovina | 2:06.60 | Q     |
| 2    | 2       | 8    | Regan Smith           | Estados Unidos       | 2:06.83 | Q     |
| 3    | 2       | 5    | Summer McIntosh       | Canadá               | 2:06.85 | Q     |
| 4    | 1       | 4    | Elizabeth Dekkers     | Austrália            | 2:07.11 | Q     |
| 5    | 2       | 4    | Helena Rosendahl Bach | Dinamarca            | 2:07.15 | Q     |
| 6    | 1       | 5    | Laura Stephens        | Reino Unido          | 2:07.47 | Q     |
| 7    | 1       | 3    | Airi Mitsui           | Japão                | 2:07.51 | Q     |
| 8    | 2       | 2    | Lindsay Looney        | Estados Unidos       | 2:07.72 | Q     |
| 9    | 1       | 6    | Hiroko Makino         | Japão                | 2:08.40 |       |
| 10   | 2       | 6    | Emily Large           | Reino Unido          | 2:08.66 |       |
| 11   | 1       | 2    | Yu Liyan              | China                | 2:08.78 |       |
| 12   | 2       | 7    | María Jose Mata Cocco | México               | 2:09.33 |       |
| 13   | 2       | 1    | Boglárka Kapás        | Hungria              | 2:09.56 |       |
| 14   | 1       | 7    | Abbey Connor          | Austrália            | 2:10.35 |       |
| 15   | 1       | 1    | Zsuzsanna Jakabos     | Hungria              | 2:11.23 |       |
| 16   | 1       | 8    | Anja Crevar           | Sérvia               | 2:11.65 |       |

### Final
A final será realizada no dia 27 de julho às 20:02.
| Pos.              | Raia | Nadadora              | CON                  | Tempo   | Notas |
| ----------------- | ---- | --------------------- | -------------------- | ------- | ----- |
| Medalha de ouro   | 3    | Summer McIntosh       | Canadá               | 2:04.06 | , WJ  |
| Medalha de prata  | 6    | Elizabeth Dekkers     | Austrália            | 2:05.46 |       |
| Medalha de bronze | 5    | Regan Smith           | Estados Unidos       | 2:06.58 |       |
| 4                 | 4    | Lana Pudar            | Bósnia e Herzegovina | 2:07.05 |       |
| 5                 | 1    | Airi Mitsui           | Japão                | 2:07.15 |       |
| 5                 | 2    | Helena Rosendahl Bach | Dinamarca            | 2:07.15 |       |
| 7                 | 7    | Laura Stephens        | Reino Unido          | 2:07.27 |       |
| 8                 | 8    | Lindsay Looney        | Estados Unidos       | 2:07.90 |       |

Legenda
| Recorde mundial       | Recorde mundial (World record)               |                       | Recorde africano                      | Recorde africano (African) |                                           | Q | Classificado por posição (Qualified) |
| Recorde do campeonato | Recorde do campeonato (Championship record)  | Recorde da América    | Recorde da América (Americas)         | q                          | Classificado por melhor tempo (Qualified) |   |                                      |
| Melhor marca do ano   | Melhor marca do ano (World leading)          | Recorde asiático      | Recorde asiático (Asian)              | DNS                        | Não largou (Did not start)                |   |                                      |
| Recorde nacional      | Recorde nacional (National record)           | Recorde europeu       | Recorde europeu (European)            | DNF                        | Não terminou (Did not finish)             |   |                                      |
| Recorde pessoal       | Recorde pessoal do atleta (Personal best)    | Recorde da Oceania    | Recorde da Oceania (Oceania)          | DSQ / DQ                   | Desclassificado (Disqualified)            |   |                                      |
| Recorde da temporada  | Recorde da temporada do atleta (Season best) | Recorde sul-americano | Recorde sul-americano (South America) | NM                         | Sem marca (No mark)                       |   |                                      |